# PJ Harvey
PJ Harvey, nome d'arte di Polly Jean Harvey (Yeovil, 9 ottobre 1969), è una cantautrice, compositrice e polistrumentista britannica.
È considerata una delle più carismatiche e talentuose musiciste rock emerse negli anni novanta; nel corso della sua trentennale carriera ha mantenuto costantemente l’ammirazione della critica, pubblicando dischi sempre molto diversi l’uno dall’altro e allontanandosi progressivamente dal provocatorio punk blues degli esordi per stabilirsi su suoni e approcci più rock e folk.

## Biografia
Ha registrato dischi da solista sotto il nome di P.J. Harvey, ma ha cominciato la sua carriera come parte di un trio (con il batterista Rob Ellis e il bassista Steve Vaughan) anch'esso chiamato PJ Harvey.

### Origini
Figlia di Ray Harvey, artigiano delle pietre, e di Eva, scultrice, Harvey è cresciuta in una piccola fattoria nei pressi di Corscombe nel Dorset. In giovane età i genitori l'hanno introdotta al blues, jazz e all'art-rock music, che più tardi influenzeranno il suo stile musicale: «Sono cresciuta ascoltando John Lee Hooker, Howlin' Wolf, Robert Johnson, e molto di Jimi Hendrix e Captain Beefheart. Sono stata esposta a tutti questi musicisti molto compassionevoli in tenera età... e questo è sempre rimasto in me e sembra essere tornato in superficie a un'età molto più adulta. Penso che il nostro modo di essere da adulti sia il risultato di quello che abbiamo conosciuto da piccoli», ha dichiarato a Rolling Stone nel 1995. Ha passato anche una fase di ribellione durante l'adolescenza, in cui ha ascoltato artisti più pop come U2, The Police, Soft Cell, Duran Duran e Spandau Ballet, e più tardi nella sua adolescenza è diventata una grande fan delle band indie statunitensi Pixies, Television e Slint, ma non, come molti critici hanno sospettato, di Patti Smith (un frequente paragone che viene fatto e che la Harvey liquida come "giornalismo pigro") anche se ne ha sempre stimato l'energia e il magnetismo sul palco. Più recentemente la Harvey ha detto di essere stata ispirata da Bob Dylan, dalla musica folk russa, dal compositore italiano Ennio Morricone e da compositori classici come Arvo Pärt, Samuel Barber e Henryk Górecki, di essere una grande fan di Elvis Presley e di apprezzare molto Siouxsie Sioux per la sua presenza scenica. È anche un'appassionata ascoltatrice di colonne sonore e di musica strumentale per il cinema.
Harvey ha frequentato le scuole a Beaminster, dove, da adolescente, ha iniziato a prendere lezioni di chitarra dal chitarrista folk Steve Knightley e successivamente di sassofono. Come sassofonista, corista e chitarrista ha fatto parte di vari gruppi attivi nel Dorset, come Bologne, Polekats (un duo folk con cui eseguiva anche cover di Bob Dylan) e Stoned Weaklings. Ha cominciato a scrivere le sue prime canzoni all'età di 17 anni; nel 1988 si è unita alla band di Bristol Automatic Dlamini, in cui ha incontrato John Parish, inaugurando una collaborazione ed un'amicizia che dureranno negli anni; strinse amicizia anche con la ragazza di Parish, la fotografa Maria Mochnacz, che diventerà la sua fotografa principale (autrice di molte tra le più celebri copertine della cantante) nonché regista di quasi tutti i videoclip fino al 2008.

### Anni novanta
Nel gennaio 1991 PJ Harvey ha formato il trio originale chiamato PJ Harvey, noto anche come PJ Harvey Trio (lei stessa alla chitarra e voce, l'ex-Automatic Dlamini Rob Ellis alla batteria e Ian Olliver al basso, presto sostituito da Steve Vaughan). Il debutto, nella pista di skittle dello Sherborne's Antelope Hotel, fu così disastroso che il proprietario dovette pregare la band di smettere di suonare perché quasi tutti i clienti avevano lasciato il posto. A questo punto la Harvey aveva anche completato un corso di arte allo Yeovil Art College e si era trasferita a Londra per studiare scultura all'appena istituito Central Saint Martins College of Art & Design, ancora indecisa sulla sua futura carriera.

#### Dry(1992)
In pochi mesi il trio iniziò a registrare del materiale sotto forma di demo per inviarlo a varie etichette; fu l'indipendente Too Pure che accettò di produrre un brano del gruppo e nell'ottobre del 1991 uscì il loro singolo di debutto Dress. Il disco fu votato come singolo della settimana su Melody Maker da John Peel, che ammirava «il modo in cui Polly Jean sembra investita dal peso delle sue stesse canzoni e arrangiamenti, come se l'aria fosse letteralmente risucchiata da questi... ammirevole, anche se non sempre piacevole». Nel febbraio successivo il trio ha pubblicato un altrettanto acclamato secondo singolo Sheela Na Gig, e il suo primo LP Dry, registrato all'Icehouse Studio di Yeovil, il 30 marzo 1992. Un'edizione limitata con un doppio LP contenente Dry e i demo per Dry, chiamato Dryer/Demonstration fu pubblicata nello stesso momento; per entrambi i singoli furono girati i rispettivi videoclip diretti da Maria Mochnaz, che firmò anche la copertina dell'album, un primissimo piano delle labbra di Harvey col rossetto sbavato. La musica del gruppo, grezza, hard rock con mischiati elementi di punk, blues e grunge, conquistò velocemente le riviste e un forte culto in entrambi i lati dell'Atlantico. L'album raggiunse l'undicesima posizione nelle classifiche britanniche e molte riviste (Select, Spin e Q) lo inclusero fra i migliori dischi del 1992; Rolling Stone nominò la ventiduenne PJ Harvey miglior autrice e miglior cantante donna di quell'anno.

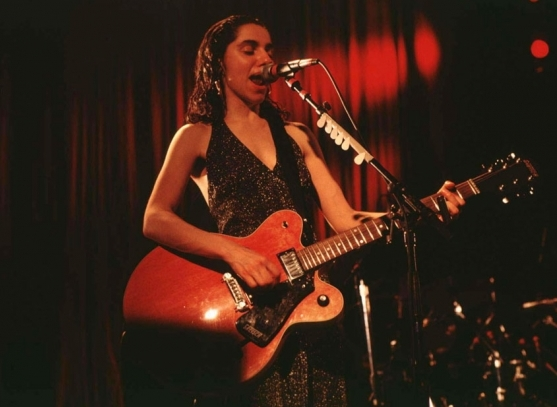
PJ Harvey in concerto a New York nel 1993

Nell'aprile del 1992, a solo pochi mesi dall'uscita del singolo, Harvey apparve in topless sulla copertina del magazine britannico NME; prima di quel momento la Harvey era stata etichettata come certamente femminista, per via delle tematiche affrontate nelle canzoni dell'album. In proposito la Harvey dichiarò al magazine Vox che «Non mi definirei femminista perché non capisco il termine o il bagaglio che si porta dietro. Penso che dovrei tornare indietro e studiarne la storia per associarlo davvero a me, e non sento il bisogno di farlo. Preferisco decisamente andare avanti a fare le cose nel modo in cui le ho sempre fatte». Più recentemente ha dichiarato al magazine Bust: «Non penso mai al femminismo, voglio dire non mi sfiora mai la mente. Certamente non penso in termini di genere quando scrivo canzoni, e non ho mai avuto problemi che non potessi superare per il fatto di essere una donna. Forse non sono grata per le cose che sono avvenute prima di me. Ma non credo ci sia nessun bisogno di essere consapevoli di essere una donna in questo campo. Mi sembra solo una perdita di tempo. Non offro un supporto specifico alle donne. Offro supporto alle persone che scrivono musica, molte delle quali sono uomini».

#### Rid of Me(1993)
Il successo dell'album fece cambiare i progetti alla Harvey, che rinunciò momentaneamente a seguire il corso di arte alla St Martins (decisione che poi si rivelerà definitiva). Pochi mesi dopo il trio firmò un contratto con la major Island Records; Harvey era una ammiratrice di gruppi come Pixies, Slint e Jesus Lizard, e scelse Steve Albini, che aveva lavorato con queste band, come produttore. Dopo un breve tour negli Stati Uniti in autunno, nel dicembre 1992 il gruppo si recò a Cannon Falls nel Minnesota, per registrare il loro secondo lavoro al Pachyderm Recording Studio (dove solo poche settimane più tardi i Nirvana registreranno In Utero, sempre con Albini). Vengono pubblicati due lavori in rapida successione: il rumoroso, intenso e fieramente senza compromessi secondo album Rid of Me, e il lavoro solista 4-Track Demos, che conteneva gli otto 4-track demo fatti in casa che sarebbero diventati Rid of Me, insieme a sei tracce inedite.
Dopo lo scioglimento della band nell'agosto del 1993 per divergenze creative fra i tre membri, l'anno seguente viene pubblicato il video album Reeling with PJ Harvey diretto da Maria Mochnacz, che contiene riprese di concerti tenuti al London Forum nel maggio 1993, backstage, video e interviste.

#### To Bring You My Love(1995)
PJ Harvey ha inaugurato nel 1995 la sua carriera solista con l'album To Bring You My Love. Prodotto da Mark Ellis (anche conosciuto come Flood), l'album fu un grande successo mondiale con oltre un milione di copie vendute e divenne subito una pietra miliare del rock alternativo. Caratterizzato da una registrazione più blues della precedente, vide PJ Harvey ampliare la sua tavolozza musicale, includendo archi, organi e effetti sonori elettronici, generando inoltre una hit a sorpresa con il singolo Down by the Water. Il giudizio della critica fu più che favorevole e finì per essere eletto album dell'anno da The Village Voice, Rolling Stone, USA Today, People, New York Times e Los Angeles Times; per questo lavoro, Harvey venne anche votata come artista dell'anno da Rolling Stone e SPIN. Durante questo periodo cominciò anche a sperimentare con la sua immagine adottando uno stile elaborato, teatrale nei suoi show: mentre prima usava apparire nei concerti con semplici magliette nere, pantaloni mimetici e Doc Martens, struccata e coi capelli spettinati, adesso appariva con gonne a pallone, parrucche e appariscente make-up da vamp (compreso ciglia e unghie finte), usando i sostegni di scena come scope e un microfono illuminato in stile Ziggy Stardust. Negò ogni citazione alle drag queens nella sua immagine, che definì alla “Joan Crawford in acido”, ma ammise al magazine SPIN, «è questa combinazione di essere elegante e divertente e rivoltante tutto allo stesso tempo che mi affascina. Veramente trovo che questo modo di portare il make-up, tutto sbavato, sia estremamente bello. Forse ho solo un senso della bellezza un po' distorto». Tuttavia più tardi dichiarò a Dazed & Confused che «era una sorta di maschera. Ero persa come persona a quel punto. Non mi era rimasto più senso di me stessa» e non ha più ripetuto lo stile teatrale del To Bring You My Love tour.

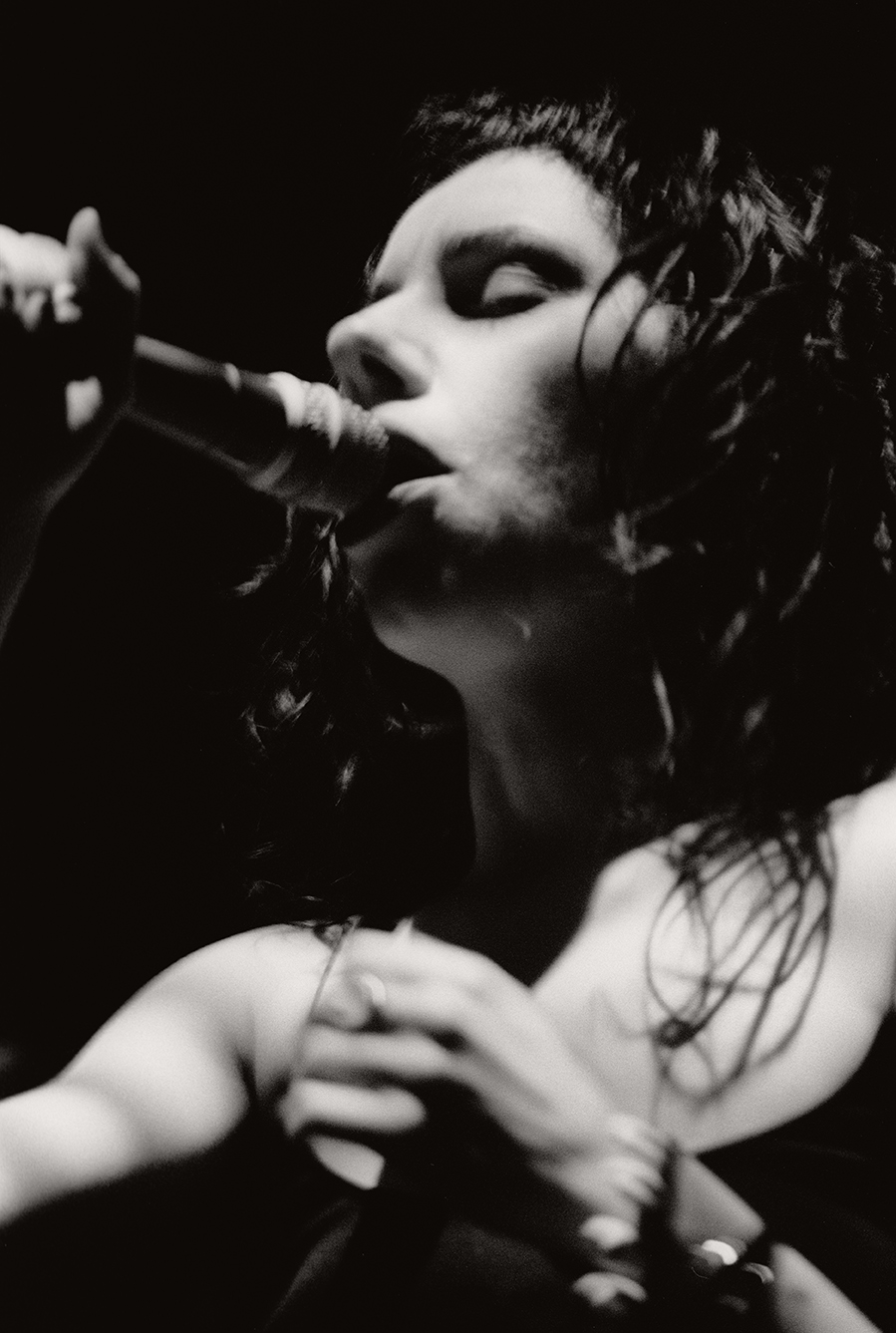
PJ Harvey in concerto a Colonia nel 1998

Nel 1996 viene invitata dal musicista Nick Cave a duettare con lui nel brano Henry Lee, contenuto nell'album Murder Ballads; fra i due nacque una relazione durata qualche mese, molto seguita dalla stampa nonostante la riservatezza della cantante.

#### Is This Desire(1998)
Nel 1998 Havey ha pubblicato Is This Desire, un ambizioso e sperimentale album che incontrò pareri discordanti nella critica, ma che l'artista cita come suo preferito. In questo album la chitarra è lasciata in disparte per lasciare spazio alla costruzione dei pezzi intorno all'elettronica, le tastiere, il piano e il basso.

### Anni duemila

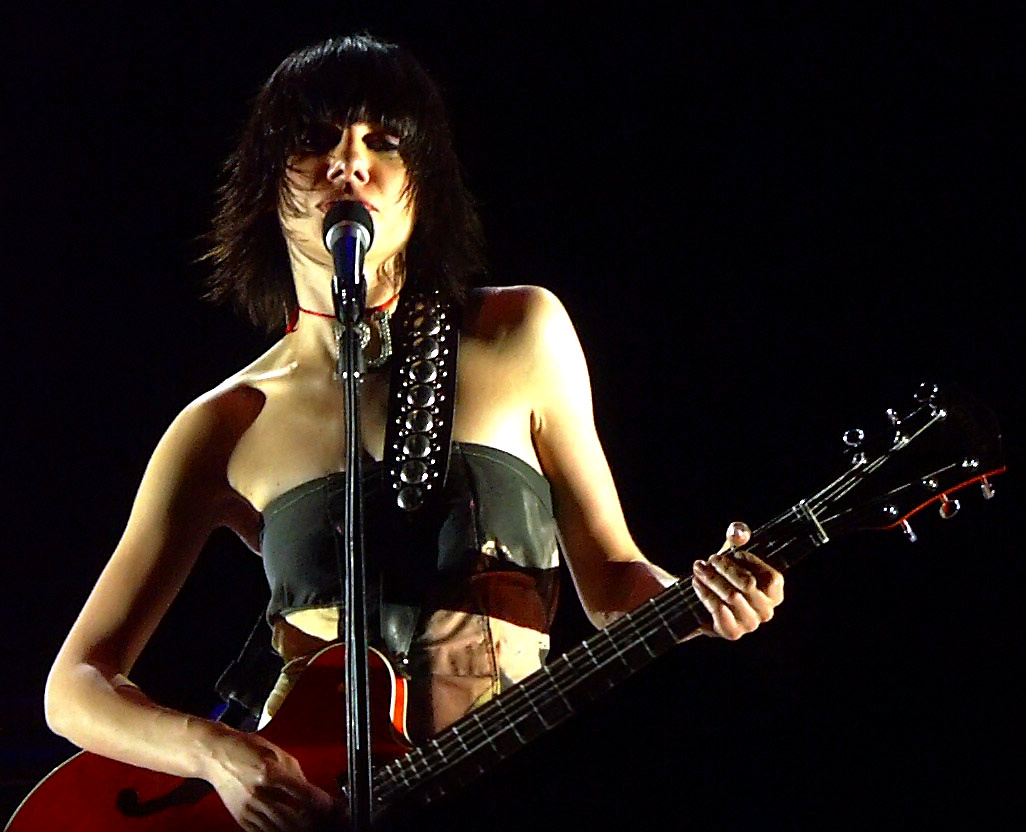
PJ Harvey in concerto nel 2004

#### Stories from the City, Stories from the Sea(2000)
Il nuovo millennio vide PJ Harvey riunire intorno a sé l'ex componente del gruppo Rob Ellis e il musicista Mick Harvey per l'album Stories from the City, Stories from the Sea (2000); scritto fra il Dorset, Parigi e New York, il nuovo lavoro ebbe un enorme successo di critica e di vendite, con più di un milione di copie vendute in tutto il mondo e vinse il prestigioso Mercury Music Prize l'anno successivo. L'album mischia suoni lussureggianti, melodici, pop-rock con la grossolana, frustante energia punk delle prime registrazioni, e sembrò significare per l'artista un cambio di umore, come se avesse ritrovato felicità nella vita. Nel 2001 venne classificata al primo posto nella classifica delle 100 più grandi donne della musica rock stilata dei lettori del magazine Q.

#### Uh Huh Her(2004)
Il 31 maggio del 2004 Harvey ha pubblicato il suo sesto album, intitolato Uh Huh Her. Per la prima volta dopo 4-Track Demos, l'artista ha prodotto tutto il lavoro da sola e ne ha suonato tutti gli strumenti, eccetto la batteria; l'album ha ottenuto un generale positivo riscontro da critica e fans.
Nel 2006 Harvey si è unita alla band di Moris Tepper, storico chitarrista della Magic Band di Captain Beefheart, suonando il basso nel corso della sua tournée. Nello stesso anno è uscito su DVD On Tour: Please Leave Quietly, un video album diretto da Maria Mochnaz che testimonia il tour di Uh Huh Her, con riprese di concerti, momenti di backstage, due brani inediti ed una video-intervista.
Il 23 ottobre 2006 l'artista ha pubblicato The Peel Sessions 1991-2004, raccolta del materiale registrato per lo show radiofonico del dj della BBC John Peel.

#### White Chalk(2007)

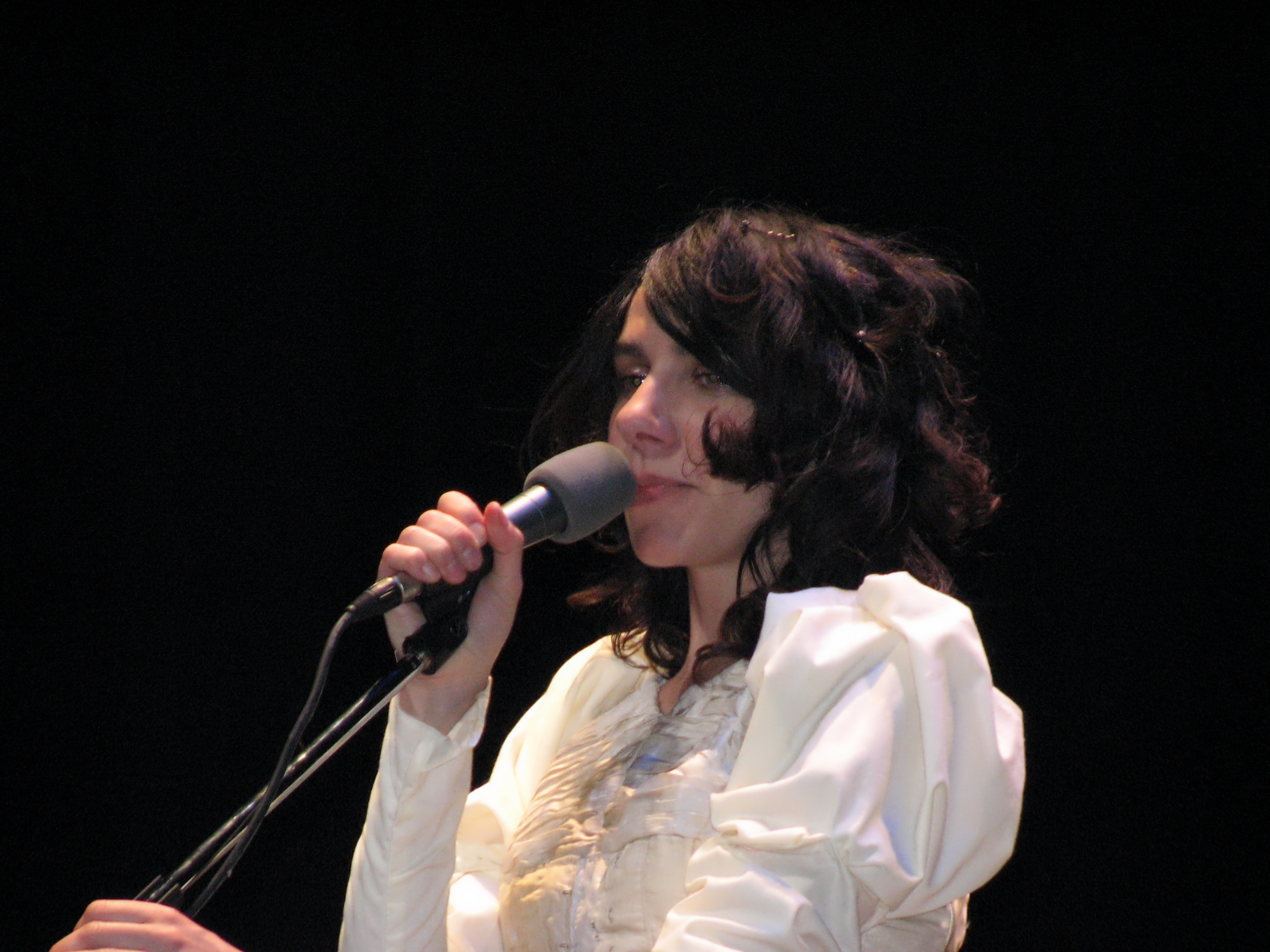
PJ Harvey durante il White Chalk Tour ad Atene nel luglio del 2008

Il lavoro successivo, White Chalk, registrato in uno studio in West London e uscito in Europa il 24 settembre 2007, è stato prodotto da Flood, John Parish e PJ Harvey, e segna una radicale svolta nel suo stile, essendo prevalentemente composto di ballate pianistiche. La copertina, con la cantante vestita di bianco, in una sorta di omaggio alla poetessa Emily Dickinson, evoca l'atmosfera generale dell'album, malinconica e tormentata, dalle suggestioni vagamente gotiche o vittoriane, molto lontana dagli energici e sfrontati album precedenti. La voce della cantante assume in quest'album un ruolo centrale, spaziando dai toni intimistici e malinconici a disperate grida di dolore, utilizzando acuti mai raggiunti prima; mentre la parte strumentale (strumenti antichi come clavicembalo, tastiere, arpa e sommessi interventi elettronici) resta in secondo piano accentuando il senso di solitudine dei brani. I testi sono intensi e criptici e parlano di abbandono, inquietudine e disperazione. Dall'album sono stati estratti i singoli When Under Ether, The Piano e The Devil. Oltre al pianoforte, che non aveva mai imparato a suonare prima, Harvey utilizza nel tour promozionale dell'album anche l'autoharp, che diventerà negli anni successivi uno dei suoi strumenti abituali dopo la chitarra. Le recensioni decisamente positive di White Chalk confermano la stima che PJ Harvey riceve dalla critica specializzata.
Nel 2009 è uscito A Woman a Man Walked By, il secondo album nato dalla collaborazione tra John Parish e PJ Harvey, 12 anni dopo Dance Hall at Louse Point nel 1996. L'album è stato registrato a Bristol e nel Dorset e mixato da Flood; tutte le musiche sono opera di Parish, che suona anche la maggior parte degli strumenti (chitarre, batteria, organo, ukulele, banjo), la voce e i testi delle dieci canzoni sono firmati da Harvey. Dall'album è stato estratto il singolo Black hearted love, caratterizzato dal suono di chitarre indie anni 90. Dal punto di vista musicale, il lavoro alterna spunti sintetici ed elettronici a elementi rock classici e rootsy e a suoni distorsivi e muscolari, mentre i testi evocano un "insieme di canzoni d'amore intrappolate e aggrovigliate", non senza tocchi di oscuro umorismo. L'album ha ricevuto critiche generalmente positive ed è stato descritto, tra l'altro, come un lavoro "elegante e poetico, dotato di un potere brutale, pieno di brio creativo e invenzione musicale". 

### Anni duemiladieci

#### Let England Shake(2010)

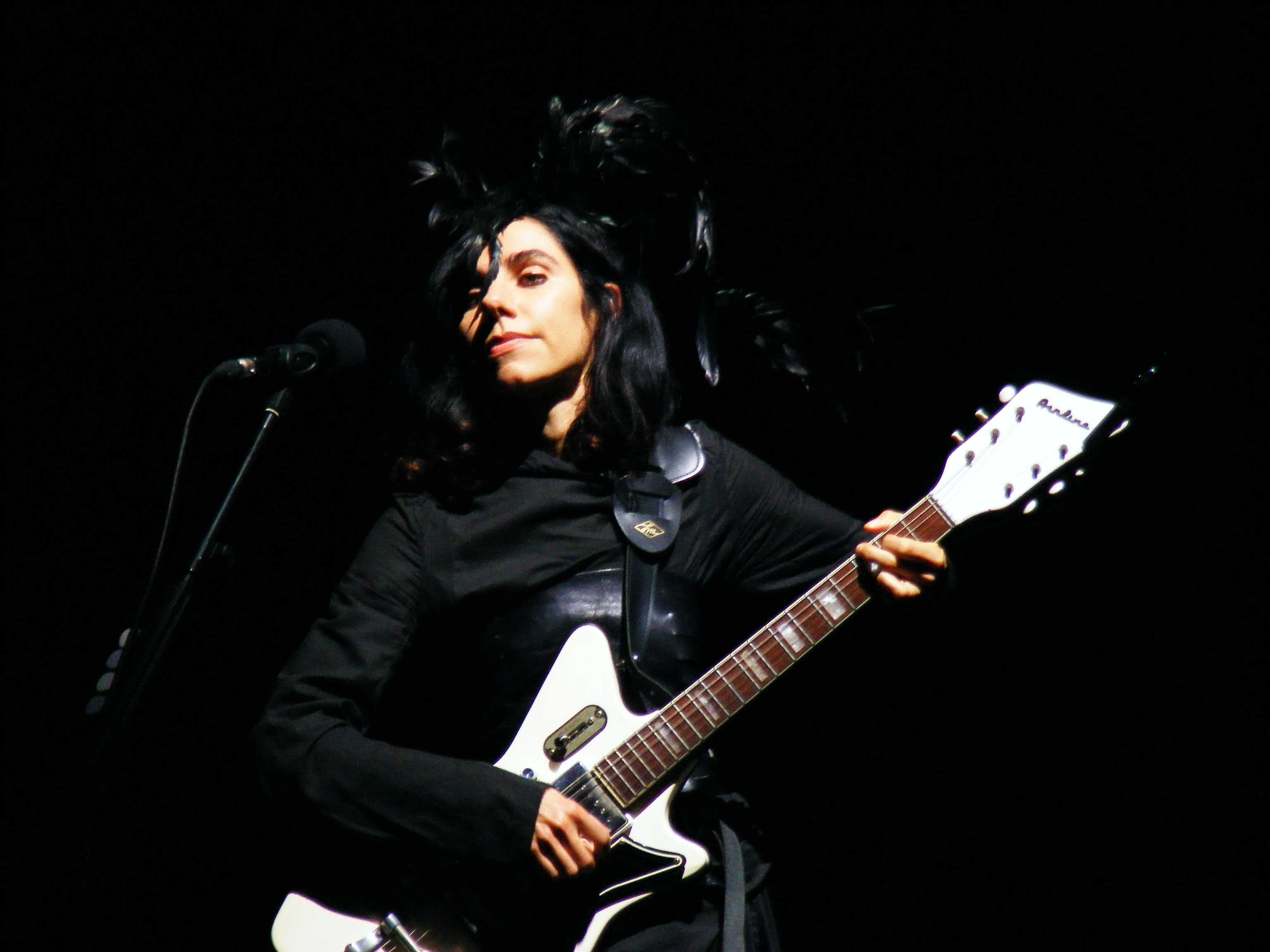
PJ Harvey in concerto a Manchester l'8 settembre 2011

Il suo ottavo album solista, Let England Shake, dopo tre anni di concepimento è stato registrato in soli due mesi, tra aprile e maggio del 2010, nella St. Peter's Church, una chiesa del XIX secolo nella contea del natìo Dorset in Inghilterra. Pubblicato nel febbraio 2011, ha inaugurato una nuova fase nella carriera della cantante, essendo il suo primo lavoro interamente incentrato su tematiche di attualità: è un concept sui temi della guerra, dell'imperialismo britannico e sul complesso rapporto dell'artista con la sua terra d'origine, trattando fra gli altri del conflitto in corso in Afghanistan e Iraq e di altri episodi della storia inglese, come la battaglia di Gallipoli (1915). L'album è stato prodotto, oltre che dalla Harvey, anche dai fidi John Parish, Mick Harvey e Flood; insieme a loro ha suonato nella band anche il batterista Jean-Marc Butty. Lo stile musicale è inedito rispetto al precedente percorso della Harvey e piuttosto variegato e spiazzante, spaziando dal folk blues alle ballate tradizionali a cenni reggae e citazioni swing, e arricchito dall'uso di sonorità inconsuete come una fanfara, una tromba da adunata, un canto mediorientale, l'autoharp, un trombone, un sassofono baritono, (suonato per la prima volta dalla Harvey) e ripetuti coretti maschili che punteggiano i vari brani. Il disco, da cui sono stati estratti i singoli The Words That Maketh Murder e The Glorious Land e una serie di cortometraggi diretti dal fotografo Seamus Murphy, riceve una ottima accoglienza da parte della critica e ha fatto vincere a PJ Harvey il secondo Mercury Music Prize della sua carriera (prima e finora unica artista a riceverlo due volte) e il prestigioso Igor Novello Award. Alla fine del 2011, Let England Shake venne inoltre eletto disco dell'anno da sedici riviste di musica, fra cui Mojo e Uncut.
Nel giugno 2013 le è stata conferita dalla regina Elisabetta la prestigiosa onorificenza di Membro dell'Ordine dell'Impero Britannico (MBE) per i suoi meriti in campo musicale. Nel dicembre dello stesso anno, alla British Library, PJ Harvey ha letto per la prima volta in pubblico sue poesie.
Nel gennaio del 2014 le viene affidata per un giorno la gestione del programma informativo mattutino Today di BBC Radio 4, creando grandi polemiche sui contenuti da lei inseriti, coinvolgendo, tra gli altri Julian Assange, John Pilger e Shaker Aamer
Nel 2015 ha pubblicato il suo primo libro di poesie, The Hollow of the Hand (Il cavo della mano, ed. La Nave di Teseo), con la collaborazione del fotografo Seamus Murphy.

#### The Hope Six Demolition Project(2016)

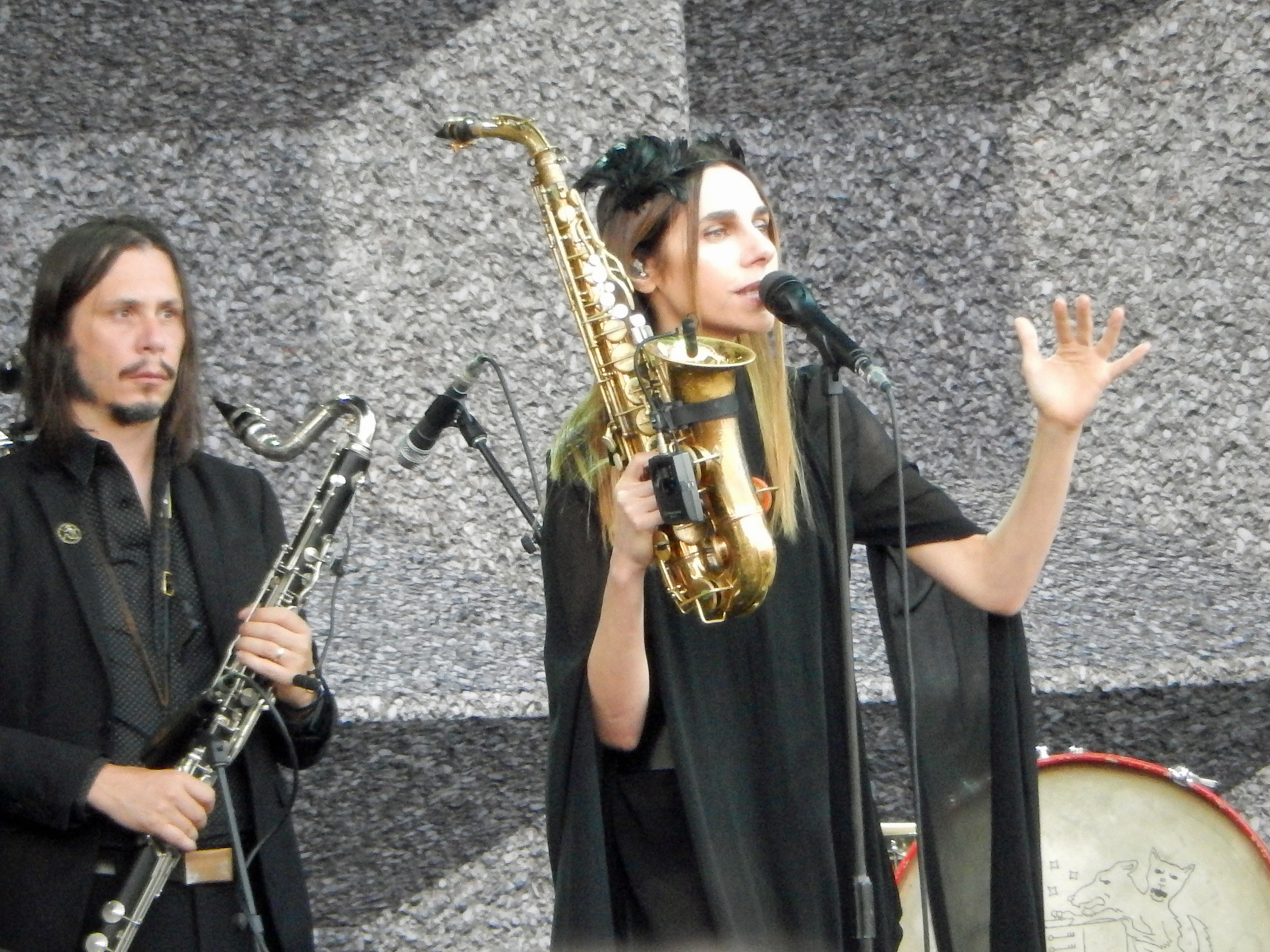
PJ Harvey con Enrico Gabrielli sul palco a Chicago il 15 luglio 2017 durante il The Hope Six Demolition Project Tour

Dopo un'attesa di cinque anni, The Hope Six Demolition Project è stato il nono lavoro dell'artista, pubblicato il 15 aprile 2016, preceduto dall'uscita dei singoli The Wheel, The Community of Hope e The Orange Monkey. L'album, registrato nel corso di session pubbliche a pagamento svoltesi a Londra all'interno di un'installazione presso la Somerset House, prosegue le tematiche socio-politiche già affrontate nel precedente Let England Shake, ed è il risultato di appunti di viaggio elaborati dall'autrice fra territori di guerra (Kosovo, Afghanistan) e la città di Washington fra il 2011 e il 2014, con molteplici e taglienti riferimenti all'attualità. Prodotto ancora da Flood, Parish e PJ Harvey, il lavoro è caratterizzato musicalmente da una grande varietà stilistica, spaziando dal blues al folk all'alt-rock a cenni gospel a varie influenze world; i suoni continuano le sperimentazioni dell'album precedente (con grande uso di fiati) e gli arrangiamenti sono accurati e rigogliosi. L'album ha ricevuto ottimi apprezzamenti dalla critica internazionale; il processo creativo dell'album è stato poi raccontato nel documentario A Dog Called Money (2019) diretto da Seamus Murphy, presentato alla Berlinale. Alla realizzazione dell'album è seguito un lungo tour mondiale, in cui Harvey si è esibita suonando principalmente il sassofono, accompagnata da una band di dieci elementi.
Negli anni seguenti la musicista inglese si è dedicata soprattutto alla scrittura di brani e colonne sonore per il cinema, il teatro e la televisione. Nel 2018, per il thriller britannico Dark River diretto da Clio Barnard, ha inciso insieme al musicista Harry Escott la cover di un brano tradizionale inglese, An Acre of Land. Nel 2019 ha composto le musiche di scena per lo spettacolo All About Eve, adattamento teatrale dell'omonimo film da parte del regista belga Ivo Van Hove, scrivendo dieci pezzi strumentali e due canzoni, eseguite dalle attrici della pièce. Sempre nello stesso anno, ha anche collaborato alla colonna sonora della serie britannica The Virtues con cinque pezzi strumentali ed una canzone, The Crowded Cell, per i titoli di coda; ha poi partecipato alla colonna sonora della serie Peaky Blinders con una cover del brano di Nick Cave Red Right Hand.

### Anni duemilaventi

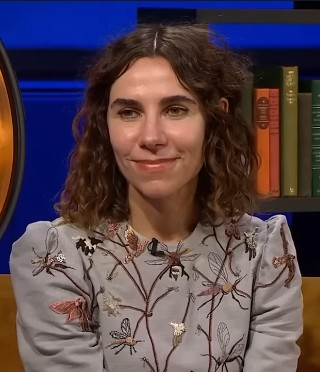
PJ Harvey durante un'intervista per la presentazione del suo libro Orlam nel 2022

Fra il 2020 e il 2022 la cantante ha provveduto alla ristampa integrale in vinile di tutti i suoi album in studio, inclusi i due lavori usciti in coppia con John Parish, accompagnati dalla pubblicazione delle versioni demo di ogni album. Nel novembre 2022 è uscita anche la compilation B-Sides, Demos and Rarities, una raccolta di 59 brani molti dei quali inediti.
Dopo un processo di scrittura durato sei anni, nel 2022 PJ Harvey ha pubblicato un secondo libro di poesia, un poema in versi intitolato Orlam (Picador Publisher), scritto nel dialetto del Dorset e corredato da illustrazioni disegnate dalla stessa Harvey; nello stesso anno ha partecipato, insieme al compositore Tim Phillips, alla colonna sonora della serie tv Bad Sisters di Apple TV+, con il brano Who by Fire (cover da Leonard Cohen).

#### I Inside the Old Year Dying(2023)
A distanza di sette anni dal precedente lavoro, l'artista ha annunciato l'uscita del suo decimo album solista, intitolato I Inside the Old Year Dying per l'etichetta indipendente Partisan Records, interrompendo così il sodalizio trentennale esclusivo con la Island Records. Prodotto dagli abituali Flood, John Parish e dalla stessa Harvey, il disco è stato pubblicato il 7 luglio 2023 preceduto da due singoli: il primo, A Child Question, August, da cui è stato tratto un video diretto da Steve Gullick, è uscito il 26 aprile 2023; I Inside the Old I Dying, il secondo singolo, è stato pubblicato il successivo 7 giugno, corredato da un video in passo uno realizzato dai registi cileni Cristóbal León e Joaquín Cociña. L'album, i cui brani si basano sul poema Orlam pubblicato l'anno precedente, secondo il sito Metacritic risulta "universalmente acclamato" dalla critica ed è stato nominato ai Grammy Awards 2024 nella categoria miglior album di musica alternativa. La copertina minimalista dell'album, ideata dall'artista Michelle Henning (già collaboratrice di PJ Harvey negli album precedenti), raffigura un rametto spezzato su fondo bianco e ha vinto il premio Best Vinyl Art 2023, il premio dedicato alle migliori copertine di album musicali.
In autunno l'artista ha iniziato un tour europeo di trenta date per la promozione di I Inside the Old Year Dying, accompagnata sul palco dal batterista Jean-Marc Butty, dai polistrumentisti Giovanni Ferrario e James Johnston e dal fido John Parish; il concerto del 13 ottobre, tenuto all'Olympia di Parigi, è stato trasmesso sul canale Arte.tv. Il 17 novembre si è esibita alla NPR per un episodio della serie dei Tiny Desk Concert, suonando cinque brani insieme a John Parish e James Johnston. Il 22 dicembre ha pubblicato la diciassettesima delle sue playlist compilate per Spotify, intitolata I Wanted to Leave.

### Collaborazioni
Oltre ai suoi lavori personali, PJ Harvey ha spesso collaborato con altri artisti in varie occasioni.
Ha eseguito dal vivo con la cantante islandese Björk la cover dei Rolling Stones (I Can't Get No) Satisfaction durante la cerimonia di consegna dei Brit Awards nel 1994. È apparsa nell'album di Nick Cave Murder Ballads del 1996 duettando nella canzone Henry Lee. Nel 1996 ha registrato sotto il nome di Polly Jean Harvey l'album Dance Hall at Louse Point con John Parish. Ha contribuito a otto canzoni nel Vol. 9 & 10 di The Desert Sessions del 1997 di Josh Homme. Nell'album del 1998 di Tricky Angels with Dirty Faces compare nella canzone “Broken Homes”. Ha collaborato con Thom Yorke, frontman dei Radiohead, nella canzone This Mess We're In contenuta nell'album Stories from the City, Stories from the Sea del 2000. Ha offerto chitarra, basso e cori all'album del 2001 It's a Wonderful Life degli Sparklehorse (nelle canzoni “Eyepennies” e “Piano Fire”). Nel 2004 ha collaborato con Mark Lanegan, per le parti corali di due canzoni nell'album Bubblegum e inoltre ha prodotto, suonato e scritto cinque canzoni per l'album Before the Poison di Marianne Faithfull nel 2004. Nel 2009 torna a lavorare con John Parish realizzando l'album A Woman a Man Walked By.

### Attrice, scultrice e scrittrice
Oltre alla meglio conosciuta attività musicale, Polly Jean ha anche recitato nel film del 1998 The Book of Life di Hal Hartley, una moderna storia basata sul personaggio di Maria Maddalena, e in un cameo come coniglietta-cantante nel cortometraggio A Bunny Girl's Tale di Sarah Miles. Inoltre è scultrice, e alcuni suoi lavori sono esposti alla Lamont Gallery e al Bridport Arts Centre. Ha pubblicato due libri di poesia, la raccolta Il cavo della mano(2015) e il poema in dialetto del Dorset Orlam (2022).

### Premi e riconoscimenti
PJ Harvey ha ottenuto un grande numero di riconoscimenti: ha vinto il Mercury Music Prize nel 2001 (prima artista femminile solista) e nuovamente nel 2011, unica artista finora ad averlo vinto due volte. Ha vinto l'Ivor Novello Awards nel 2012 per Let England Shake.
Inoltre ha ottenuto otto nomination ai Brit Awards, sette nomination ai Grammy Awards, tre nomination ai NME Awards, varie nomination ai Q Awards e due ulteriori nomination ai Mercury Music Prize, più una nomination agli MTV Video Music Awards nel 1995 per il video di Down by the Water.
Dal 2013 è Membro dell'Ordine dell'Impero Britannico (MBE).

### Vita privata
Nonostante la grande notorietà avuta soprattutto nel periodo 1990-2000, PJ Harvey è sempre stata molto riservata sulla propria vita personale e anche durante le interviste evita di affrontare l'argomento, mentre ama spesso raccontare episodi della sua infanzia e della sua famiglia di origine.
Nei primi anni novanta la cantante ha avuto un legame con il fotografo e batterista dei Stereolab Joe Dilworth, ma la sua relazione più conosciuta è stata quella con il cantautore australiano Nick Cave, nel 1996, nata durante la loro collaborazione musicale nel brano Henry Lee dello stesso Cave. La storia durò solo pochi mesi, dopo i quali Harvey mise fine al rapporto a causa delle infedeltà del compagno e della sua tossicodipendenza; ebbe molta risonanza mediatica ed è ricordata come una delle più celebri love story del rock anni novanta. Successivamente Cave immortalò la relazione nell'album The Boatman's Call, in particolare i brani Into My Arms, West Country Girl e Black Hair sono ispirati espressamente a Harvey.
Possiede un patrimonio stimato sui 3 milioni di dollari. Ha vissuto a Londra nei primi anni di carriera; alla fine degli anni novanta ha abitato a New York per sei mesi (dove ha concepito parte dell'album Stories from the City, Stories from the Sea). Dal 2003 al 2018 ha posseduto un appartamento nel condominio di lusso Sierra Towers a West Hollywood. Attualmente vive nel natio Dorset, nei pressi del villaggio di Abbotsbury, dove possiede una casa sulla scogliera vicino al mare con annesso studio di registrazione; poco amante della vita mondana, si considera una persona casalinga, e nel tempo libero ama dedicarsi al giardinaggio e alla preparazione di marmellate.

## Discografia

### Album in studio
- 1992 – Dry
- 1993 – Rid of Me
- 1995 – To Bring You My Love
- 1998 – Is This Desire
- 2000 – Stories from the City, Stories from the Sea
- 2004 – Uh Huh Her
- 2007 – White Chalk
- 2011 – Let England Shake
- 2016 – The Hope Six Demolition Project
- 2023 - I Inside the Old Year Dying

### Colonne sonore
- 2019 – All About Eve

### Raccolte
- 1993 – 4-Track Demos
- 2004 – iTunes Originals - PJ Harvey (solo digitale)
- 2006 – The Peel Sessions 1991-2004
- 2022 - B-Sides, Demos and Rarities (box di 3 CD o 6 vinili)

### EP
- 2004 – B-Sides
- 2011 – iTunes Session

### Singoli
- 1991 – Dress
- 1992 – Sheela-Na-Gig
- 1993 – 50ft Queenie
- 1993 – Man-Size
- 1995 – Down by the Water
- 1995 – C'mon Billy
- 1995 – Send His Love to Me
- 1996 – Henry Lee (con Nick Cave and the Bad Seeds)
- 1996 – That Was My Veil (con John Parish)
- 1998 – Broken Homes (con Tricky)
- 1998 – A Perfect Day Elise
- 1998 – The Wind
- 2000 – Good Fortune
- 2001 – A Place Called Home
- 2001 – This Is Love
- 2004 – The Letter
- 2004 – You Come Through
- 2004 – Shame
- 2007 – When Under Ether
- 2007 – The Piano
- 2008 – The Devil
- 2008 – Good Fortune (2008 remix, 12")
- 2009 – Black Hearted Love
- 2011 – The Words That Maketh Murder
- 2011 – The Glorious Land
- 2012 – Written on the Forehead
- 2016 – The Wheel
- 2016 – The Community of Hope
- 2016 – The Orange Monkey
- 2016 – Guilty
- 2023 - A Child Question, August
- 2023 - I Inside the Old I Dying

### Con John Parish

#### Album in studio
- 1996 – Dance Hall at Louse Point (come Polly Jean Harvey)
- 2009 – A Woman a Man Walked By